# نهائي كأس إيطاليا 1996
نهائي كأس إيطاليا 1996 هي المباراة النهائية من منافسة كأس إيطاليا 1995–96، أقيمت المباراة في 1996، بين فريقي نادي فيورنتينا، وأتالانتا، وفاز فيها نادي فيورنتينا، بعد أن هزم أتالانتا، بنتيجة 3 - 0.

## تفاصيل المباراة
لعبت المباراة النهائية في 1996.
| نادي فيورنتينا | 3 -0 | أتالانتا |
| -------------- | ---- | -------- |
|                |      |          |